# Loddon River (Murray River)
Der Loddon River ist ein Fluss im Norden des australischen Bundesstaates Victoria.

## Verlauf
Der Nebenfluss des Murray River entspringt bei Trentham und fließt von dort nach Glenlyon. Von dort wendet er seinen Lauf nach Norden durch Guildford und Newstead ins Cairn Curran Reservoir und weiter ins Laanecoorie Reservoir. Bendigo umfließt er im Westen mit rund 40 Kilometer Abstand bei Bridgewater-on-Loddon. Dann führt sein Lauf durch Serpentine und weiter nach Norden bis Kerang. Dort biegt der Fluss nach Nordwesten ab und fließt parallel zum Little Murray River, bis er bei Benjeroop schließlich in ihn mündet.
In Bridgwater-on-Loddon und Kerang gibt es Wehre, die dafür sorgen, dass die Städte das ganze Jahr über Wasser haben, aber an anderen Stellen kann der Loddon River im Sommer austrocknen. Zur Zeit bemüht man sich, dem Loddon River wieder zu einer ganzjährigen Wasserhaltung zu verhelfen.
Oberhalb des Wehrs bei Bridgewater-on-Loddon kann man Wassersport, unter anderem Wasserski, betreiben. Die beiden vorgenannten Stauseen werden zum Motorbootfahren und Segeln genutzt.

## Flusslauf

### Von Lyonville nach Newstead

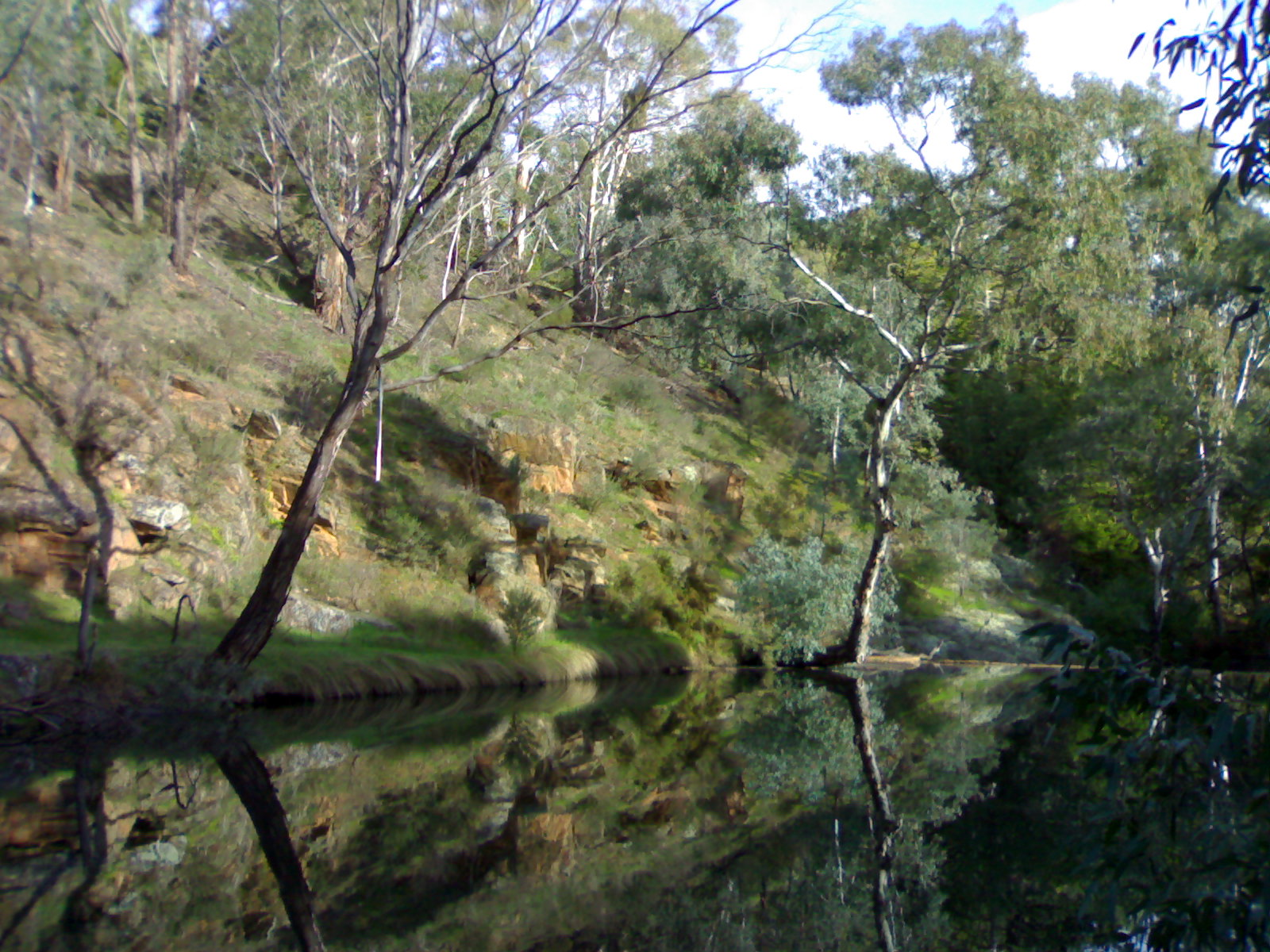
Loddon River bei Vaughan Springs

Die Quelle des Flusses liegt bei Lyonville, von wo der Loddon River nordwärts nach Glenlyon fließt. Dort unterquert er die Hauptstraße von Daylesford nach Malmsbury und setzt seinen Lauf zu den Loddon Falls fort. An drei Stellen kreuzt die Hauptstraße von Drummond nach Vaughan Forest den Fluss und bei Vaughan Springs kreuzt die Porcupine Ridge Road. Weitere Flussquerungen sind die Kemps Bridge Road, der Midland Highway südlich Guildford, sowie die Punt Road und der Pyrenees Highway in Newstead.

### Von Newstead nach Bridgewater-on-Loddon
Nördlich von Newstead tritt der Fluss in das Cairns Curran Reservoir ein. An dessen Ausfluss liegt Baringhup wo erneut eine Straßenüberführung ist. Danach folgen die Hauptstraße von Baringhup West nach Eastville, die Rumbolds Road, die Pickering Lane, die Back Eddington Road und die Hauptstraße von Bendigo nach Maryborough bei Eddington.
In Laanecoorie überquert die Janevale Bridge, eine historische Stahlbetonbalkenbrücke aus dem Jahre 1911, den Fluss. Dann durchquert der Loddon River das Laanecoorie Reservoir und fließt nach Norden unter der Hauptstraße von Tarnagulla nach Laanegoorie durch nach Newbridge, wo er den Wimmera Highway unterquert. Von Newbridge aus führt der Lauf zum nördlich gelegenen Bridgewater-on-Loddon.

### Von Bridgewater-on-Loddon zum Wehr bei Serpentine

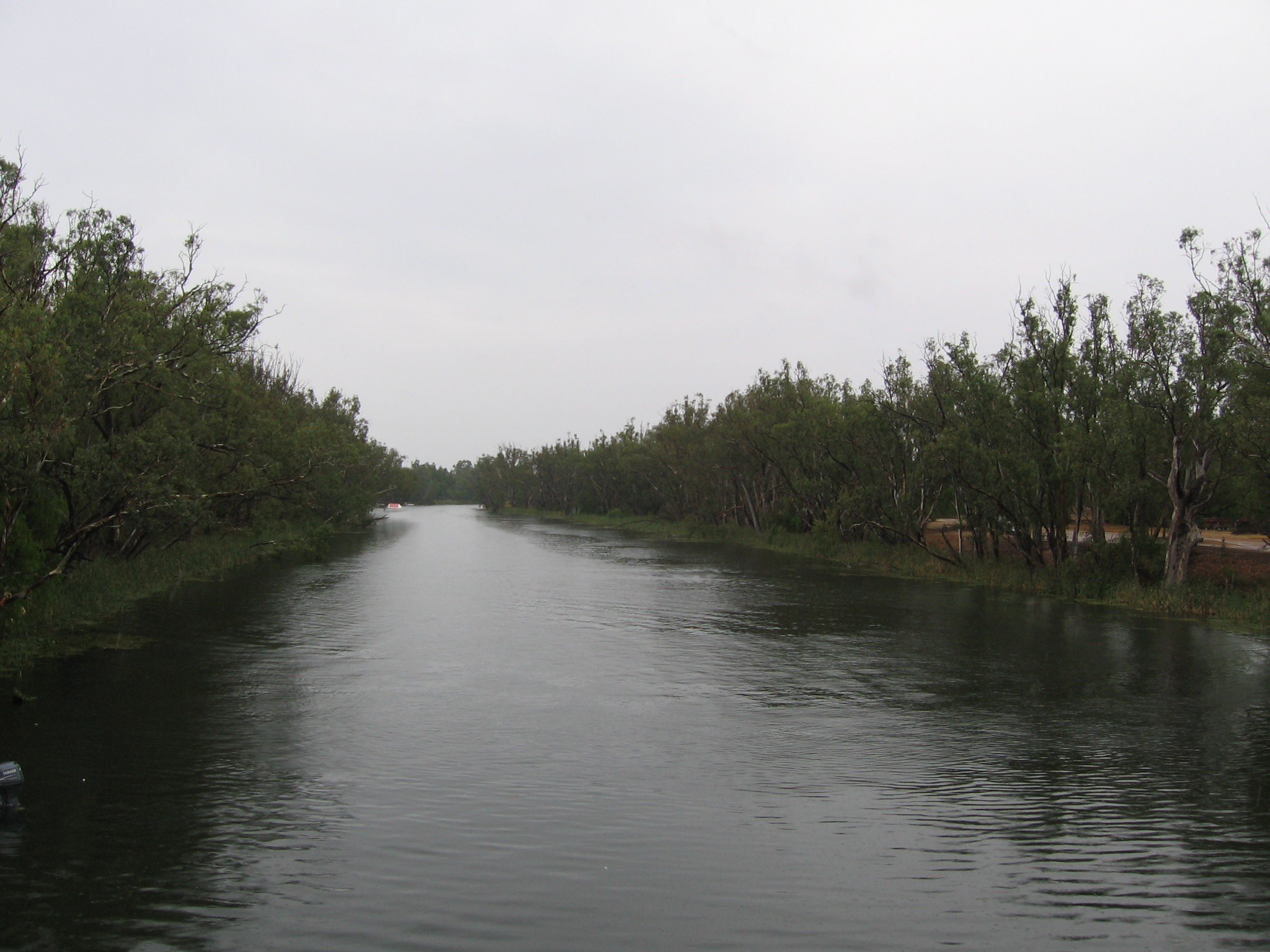
Loddon River bei Bridgewater-on-Loddon

Bei Bridgewater-on-Loddon wird der Fluss zum Wasserskifahren genutzt. Dort ist eine 3,2 km lange Wasserskistrecke ausgewiesen, ebenso wie ein 950 m langer Slalom und ein Wasserskisprunggebiet. Einige der dort abgehaltenen Wettbewerbe sind die australischen Meisterschaften im Januar, der Vor-Moomba-Wettbewerb im Februar und der Wettbewerb des Bridgewater Ski Club. Zusätzlich ist eine 90 m lange Schwimmstrecke beim Flour-Mill-Wehr ausgewiesen.
Bei ausreichendem Wasserstand kann man am Mill Rapid unterhalb der Überführung des Calder Highway Wildwasserkajak Grad 3 fahren. Man kommt dorthin über kleine Straßen am Westufer. Oberhalb der Brücke des Calder Highway ist eine ruhigere Strecke für Kanus und Kajaks, aber die Bootsfahrer müssen sich den Fluss dort mit Schwimmern, Fischern und Wasserskifahrern teilen.
Bei Bridgwater-on-Loddon kreuzt der Calder Highway den Fluss und südlich von Serpentine die Eisenbahnlinie von Eaglehawk nach Inglewood. An Fischen findet man in diesem Bereich die Dorschbarsch-Arten Maccullochella peelii (engl. Murray cod, „Murraydorsch“) und Macquaria ambigua (golden perch, „Goldener Barsch“)

### Vom Wehr bei Serpentine zum Loddon-Wehr
Dieser 15 km lange Flussabschnitt mit hohem Wasserstand auch im Sommer beginnt am kleinen Betonwehr in Serpentine.

### Vom Loddon-Wehr zum Macorna Channel
Am Loddon-Wehr bei Fernihurst führt eine Straße zum Fluss, sodass dort Boote ins Wasser gelassen werden können. Nach dem Wehr wird Wasser zum Waranga Basin abgezweigt. Das Wasser unterhalb des Wehrs kann fünf bis sieben Meter tief sein. Dort kann man nach Flussbarschen, Macquaria ambigua (golden perch), Bidyanus bidyanus (silver perch), Karpfen und in geringerem Umfang auch nach Maccullochella peelii (Murray cod) angeln. Unterhalb des Loddon-Wehrs ist der Fluss durchschnittlich 7–14 m breit – an einigen Punkt sogar bis zu 26 m; die Uferhöhe beträgt drei Meter. Folgende Straßen kreuzen in diesem Bereich den Fluss: Lagoona Road, Hauptstraße von Borung nach Hurstwood, Ellerslie Road, Majors Line Road, Hauptstraße von Boort nach Pyramid, Hauptstraße von Boort nach Yando, Hauptstraße von Canary Island nach Leaghur, Appin South Road, Hewitt Road und Wood Lane.

### Vom Macorna Channel zum Wehr bei Kerang
Zehn Kilometer südlich Kerang ist der Wasserstand auf Grund des Zulaufes vom Macorna Channel erhöht und bleibt die nächsten 15 km bis zum Wehr bei Kerang so. 2008 wurde am Wehr eine Fischleiter gebaut.
In Kerang überqueren die Old Kerang Road, der Murray Valley Highway und die Eisenbahnstrecke nach Swan Hill den Fluss.

### Vom Wehr bei Kerang bis zur Mündung in den Little Murray River (Murray River)
Der letzte Flussabschnitt führt durch Melden und Eukalyptuswälder. Die wichtigsten Fischarten dort sind Flussbarsch, der Goldbarsch und der Murray-Kabeljau. Unterhalb Kerang kreuzen die West Road, die O'Donoghues Bridge Road, die Baulch Road und die Little Charm Road (Wells Bridge) den Fluss. Der Fluss mündet schließlich bei Benjeroop in den Little Murray River, einen linken Seitenarm des Murray River.